# Pogostemon sampsonii
Pogostemon sampsonii là một loài thực vật có hoa trong họ Hoa môi. Loài này được (Hance) Press miêu tả khoa học đầu tiên năm 1982.